# Luigi Moraldi
Luigi Moraldi (Carpasio, 11 settembre 1915 – Milano, 11 novembre 2001) è stato un filologo e biblista italiano, tra i maggiori esegeti dei Manoscritti di Qumran (noti anche come Rotoli del mar Morto, per la vicinanza a esso delle grotte, di Qumran) e di Nag Hammadi (noti anche come Testi Gnostici, e che comprendono tra l'altro versioni apocrife dei Vangeli); lavorò direttamente sui testi al tempo del loro ritrovamento.

## La vita professionale accademica
Moraldi si è laureato in Teologia tomistica, Scienze bibliche, Lingue e Scienze orientali alla Pontificia Università Gregoriana e ha poi ottenuto la specializzazione al Pontificio Istituto Biblico. Ha ricoperto l'incarico di professore universitario in Lingue semitiche comparate all'Università degli Studi di Pavia.

## I Manoscritti di Qumran e di Nag Hammâdi
Le scoperte archeologiche delle grotte del mar Morto e quelle di Nag Hammâdi  hanno contribuito, in modo decisivo, a rendere comprensibile l'identità storica del cristianesimo delle origini, che si connota come un movimento di dissenso e di critica interna rispetto alle strutture egemoni dell'ebraismo, con una tensione riformatrice e una carica universalizzante.

L'altopiano di Qumran, nelle cui grotte sono stati rinvenuti i manoscritti, è situato nei pressi del mar Morto, nell'area nord-orientale.
Le grotte di Nag Hammâdi, invece, si trovano presso un'ansa del Nilo, non lontano dalla quale sorge il villaggio omonimo.
A differenza dei testi di Qumran, che sono su rotoli di pelle e in lingua ebraica, i testi di Nag Hammâdi sono più recenti, appartengono all'area “neotestamentaria”, e sono su pergamene e in lingua copta.
Si tratta di testi di notevole valore filologico. Sempre a Qumran è stata rinvenuta la più antica versione esistente del libro della Genesi;  a Nag Hammâdi, altri scritti (una scoperta straordinaria) quali i testi della Sophia, e un apocrifo, attribuito all'apostolo Giovanni.
Come già quelli di Ebla testimoniavano in modo evidente la continuità tra la tradizione assiro-babilonese e quella israeliana, questi ritrovamenti mettono in luce la persistenza di questi contenuti anche nell'opera di rinnovamento attuata dalla comunità di Qumran e dai seguaci di Gesù.
Dall'analisi dei testi di Qumran e di Nag Hammâdi, infatti, emergono caratteri essenziali per comprendere  appieno i fondamenti delle religioni monoteistiche, e quindi della coscienza collettiva delle culture di origine mediterranea e, per estensione, dell'intera umanità.

## L'ermeneutica della Gnosi
Le scoperte di Qumran e Nag Hammâdi completano il senso ed il significato delle conquiste archeologiche del XX secolo sulla conoscenza del passato, imprimendo il segno dei tempi.
La diretta concatenazione tra la filosofia greca e il pensiero della gnosi, tra l'orfismo e le ascendenze egizie e mesopotamiche (assire e sumere) risultano ampiamente dimostrate dagli scavi di Ebla, di Ur.  Qumran e Nag Hammâdi costituiscono l'ultimo tassello, il punto di svolta e la partenza per una nuova era dell'umanità.
L'accorta opera del professore Moraldi, sempre rigoroso e severo nell'interpretazione, non dissimula tuttavia i risultati fondamentali che derivano da questi testi, idonei a dare luogo ad un cambiamento epocale di mentalità.
Ricostruendo le vicende dei ritrovamenti, dando notizia del ruolo avuto dall'Istituto Jung di Zurigo, entrando nelle pieghe sottili dell'interpretazione esegetica ed ermeneutica, l'opera di Moraldi lascia scorgere tra le righe che è possibile aumentare la comprensione della propria coscienza aumentando la comprensione della Bibbia, e che questo può avvenire restituendo il valore metafisico delle attività di studio e di lavoro, elementi in cui si sostanziano i compiti principali per chi cerca una dimensione spirituale della propria esistenza.
Le edizioni critiche di apocrifi e apocalissi, pergamene e rotoli e innumerevoli documenti che Luigi Moraldi ha tradotto,
interpretato e fatto conoscere al pubblico di lingua italiana, ripercorrono il complesso, intricato e sterminato sistema di
ramificazioni dell'Antico e del Nuovo Testamento, dando luogo ad un'immensa opera prodotta silenziosamente e senza clamori che prefigura la possibilità di un Israele aperto e universale.

## Antichità Giudaiche, Esseni e Terapeuti
L'ultima grande opera realizzata da Luigi Moraldi è stata l'edizione critica delle Antichità Giudaiche di Giuseppe Flavio.
Quest'opera rappresenta il compimento della sua personale parabola, perché è da qui che era partito il grande sogno di un giovane studente: affrontare la
leggendaria edizione dell'opera di Giuseppe Flavio redatta da Benedictus Niese, sette volumi in tedesco, monumentali e ineguagliabili. Proprio in quest'opera, più chiaramente che in ogni altra, sono leggibili a chiare lettere gli argomenti in base ai quali la nozione di popolo eletto appare messa in crisi e criticata per il suo tendere a comporre una casta chiusa e genealogicamente determinata, cui si contrappone il movimento di riforma esseno, che vede il popolo eletto come l'insieme dei giusti che osservano le leggi eterne della Torah: ed è qui che trovano il punto di unione l'Antico ed il Nuovo Testamento e così con il Corano.
Dopo aver concluso l'opera su Giuseppe Flavio (pubblicata nel 1998), l'infaticabile professore Moraldi stava lavorando ad un'altra impresa, relativa alla ricostruzione dei documenti e degli atti inerenti a una figura storica su cui c'è ancora bisogno di gran luce. Si tratta di Simon Bar Kokheba, l'uomo che fu l'ultimo Maestro di Giustizia della Comunità di Damasco (nome con cui si identifica la setta degli esseni o, secondo il termine greco, terapeuti. Si tratta di un argomento estremamente controverso, in cui solo pochi sapienti possono addentrarsi.
Le opere di Luigi Moraldi abituano il lettore a camminare sugli abissi della logica con totale naturalezza.

## L'uomo, l'opera
Il nome di Luigi Moraldi è in realtà ancora oggi non di larga notorietà se non nell'ambiente degli specialisti, nel quale trova il riconoscimento di una chiara fama internazionale, legata soprattutto al lavoro di esegesi e traduzione di alcuni manoscritti di area semitica ritrovati in seguito agli scavi archeologici svolti a Qumran e a Nag Hammâdi. 
Questi manoscritti - dei quali a Luigi Moraldi si deve la più notevole edizione critica esistente in lingua italiana -  costituiscono documenti di fondamentale importanza, che mettono in luce caratteristiche decisive per l'approfondimento della comprensione dei fondamenti delle culture monoteistiche.
Si tratta di una svolta che ha un impatto decisivo sull'evoluzione della coscienza collettiva delle culture di origine mediterranea e, per estensione, dato il grado di diffusione della Bibbia (Antico e Nuovo Testamento) e del Corano, va riferito all'intera umanità.
Luigi Moraldi è stato uomo di grandi qualità morali e di esigentissimo rigore scientifico. Anche quando ha avuto la percezione che in questi manoscritti aleggiava lo spirito di qualcosa destinato a cambiare la percezione della realtà del  mondo, ha sempre invitato a raffreddare gli entusiasmi, a respingere le approssimazioni.
Per queste ragioni, non poteva accontentarsi di offrire soltanto due opere che in sé hanno valore eccelso (Manoscritti di Qumran e Testi Gnostici, entrambe incluse nella raccolta Classici delle Religioni Utet), ma ha lavorato in modo concentrico, con metodo razionale e con infaticabile sistematicità alla definizione dell'obiettivo, che è sempre stato uno solo: comprendere la Bibbia. Tutte le sue opere costituiscono infatti una impressionante collezione di testi della tradizione biblica, investigando con meticolosa attenzione e con eccellente precisione epistemologica scritti canonici ed extracanonici del contesto biblico, con la profonda intuizione che il tornare alla luce di quei manoscritti sia un chiaro segno dei tempi.

## Opere da lui curate
- 1971 I Manoscritti di Qumrân, Torino, Utet - traduzione critica in lingua italiana
- 1971 Il Maestro di Giustizia: l'innominato dei manoscritti di Qumran, Fossano-Cuneo, Editrice Esperienze
- 1971 Apocrifi del Nuovo testamento (due volumi), Torino, Utet
- 1973 La Sacra Bibbia, Antico e Nuovo Testamento; traduzione, introduzione e note di Luigi Moraldi, illustrata da Salvador Dalì, Rizzoli editore, Milano 1973. Imprimatur del 26 luglio 1973, dall'Arcidiocesi di Milano.
- 1982 Testi Gnostici, Torino, Utet - traduzione critica in lingua italiana
- 1984 Apocrifi del Nuovo Testamento, Alessandria, Piemme
- 1986 Ricchezza perduta: quale cristianesimo? Ricerche sui primi due secoli dell'era cristiana, Cosenza, Giordano
- 1986 I manoscritti di Qumran, Torino, Utet - seconda edizione accresciuta
- 1987 Le Apocalissi Gnostiche, Milano, Adelphi
- 1988 La gnosi e il mondo: raccolta di testi gnostici, Milano, Tea
- 1991 I Vangeli Gnostici, Milano, Adelphi
- 1996 Vangeli apocrifi, Casale Monferrato, Piemme
- 1998 Giuseppe Flavio, Antichità giudaiche (due volumi), Torino, Utet
- 1999 Pistis Sophia, Milano, Adelphi
- 2003 "L'intervista in dieci domande" in: Kosmos e Kaos, Firenze Libri